# Jana Hanušová
Jana Hanušová, rozená Vašáková, (* 21. března 1962 Praha) je česká tanečnice, choreografka, taneční pedagožka, autorka próz a také pečovatelka a terénní pracovnice. Její manžel je herec Miroslav Hanuš, její matka byla spisovatelka Helena Longinová.

## Život a kariéra
Studovala taneční konzervatoř a humanitní gymnázium, v roce 1986 absolvovala na hudební a taneční fakultě Akademie múzických umění v Praze (AMU) obor taneční pedagogika. Jako tanečnice působila v různých pražských divadlech, v letech 1974–1989 hlavně v Národním divadle v Praze. Jako členka baletu Československé televize si zahrála například ve filmu Miloše Formana Amadeus. Zúčastnila se mnoha zahraničních festivalů, od roku 1999 tvořila choreografie především v činoherních divadlech, ale i v operetě a muzikálu. Spoluzaložila originální pohybové divadlo Veselé skoky, které získalo i několik zahraničních ocenění.
Choreografie tvořila také pro televizi, film i reklamu. Spolupracovala s mnoha režiséry, například s Hanou Burešovou, Petrem Kracikem, Jiřím Menzlem, Ondřejem Havelkou či se svým manželem Miroslavem Hanušem.
Dlouhá léta působila jako docentka katedry činoherního divadla Divadelní fakulty Akademie múzických umění (DAMU), kde vyučovala tanec, step a jevištní pohyb. S prací pedagožky skončila, když se rozhodla pečovat doma o svého otce. Je zaměstnaná v Charitě na půl úvazku jako terénní pracovnice, ale dále se věnuje i choreografii. Je známá také jako autorka knih, její povídka byla uveřejněna v roce 2000 v knize Povídky našeho mládí – 1. díl, v roce 2022 vyšla její kniha Rádio v mrazáku.